# 聖瑪麗亞德伊皮雷
8°48′56″N 65°19′21″W / 8.81556°N 65.32250°W
聖瑪麗亞德伊皮雷（西班牙語：Santa María de Ipire），是委內瑞拉的城鎮，位於該國中部瓜里科州，是聖瑪麗亞德伊皮雷市的首府，始建於1747年4月4日，附近有數座油田，2010年人口19,646。